# 小行星5771
小行星5771（英語：5771 Somerville）是一颗围绕太阳公转的小行星。1987年9月21日，愛德華·鮑威爾在可可尼诺县发现了此天体。
这颗小行星的绝对星等为101.2769628266774等。